# Droga wojewódzka 597
Die Droga wojewódzka 597 (DW597) ist eine 13 Kilometer lange Droga wojewódzka (Woiwodschaftsstraße) in der Woiwodschaft Kujawien-Pommern in Polen. Die Strecke in den Powiaten Toruński und Chełmiński verbindet zwei Woiwodschaftsstraßen.
Die Straße zweigt im Dorf Rzęczkowo (Renczkau, Rentschkau) von der Woiwodschaftsstraße DW546 ab und verläuft in nördlicher Richtung. Vor Głażewo (Glasau) wird die stillgelegte Bahnstrecke Toruń–Chełmno (Thorn–Culm) überquert. Vor dem Dorf Unisław (Unislaw) wird die Woiwodschaftsstraße DW551 erreicht.

## Streckenverlauf
Woiwodschaft Kujawien-Pommern, Powiat Toruński
-  Rzęczkowo (DW546)

Woiwodschaft Kujawien-Pommern, Powiat Chełmiński 
-  Unisław (DW551)